# Ełk Wąskotorowy
Ełk Wąskotorowy – stacja kolejowa wąskotorowa Ełckiej Kolei Wąskotorowej, dawniej styczna dla stacji Ełk kolei normalnotorowej, w Ełku przy ulicy Wąski Tor 1, w powiecie ełckim, w województwie warmińsko-mazurskim, w Polsce. Uruchomiona została 23 października 1913 roku. Od 1945 roku do 10 czerwca 2001 roku stacja była czynna w ruchu pasażerskim i towarowym pod zarządem PKP, gdzie funkcjonowała Sekcja Ełckiej Kolei Dojazdowej, następnie od maja 2002 roku wyłącznie z ruchem sezonowym turystycznym pod zarządem MOSiR Ełk, a następnie Muzeum Historycznego w Ełku. Dwa perony, jeden do obsługi pociągów pasażerskich, drugi dla wystawy taboru.

## Dworzec
Dworzec murowany z roku 1913, składa się z dwóch brył. Pierwsza mniejsza część służyła kolei do obsługi stacji, były tam m.in.: kasa biletowo-bagażowa, poczekalnia, pomieszczenia dyżurnego ruchu, zawiadowcy stacji.
Druga część piętrowa, podpiwniczona, mieszkalna, początkowo z dwoma, a po przebudowie w latach 50. XX wieku z czterema mieszkaniami.
Budynek wielokrotnie przebudowywany. W latach 1995–2017 w budynku funkcjonowała wystawa poświęcona kolei, Po ostatnim remoncie zakończonym w roku 2018 siedzibę ma tutaj Muzeum Historyczne w Ełku, które w całości zajmuje budynek.

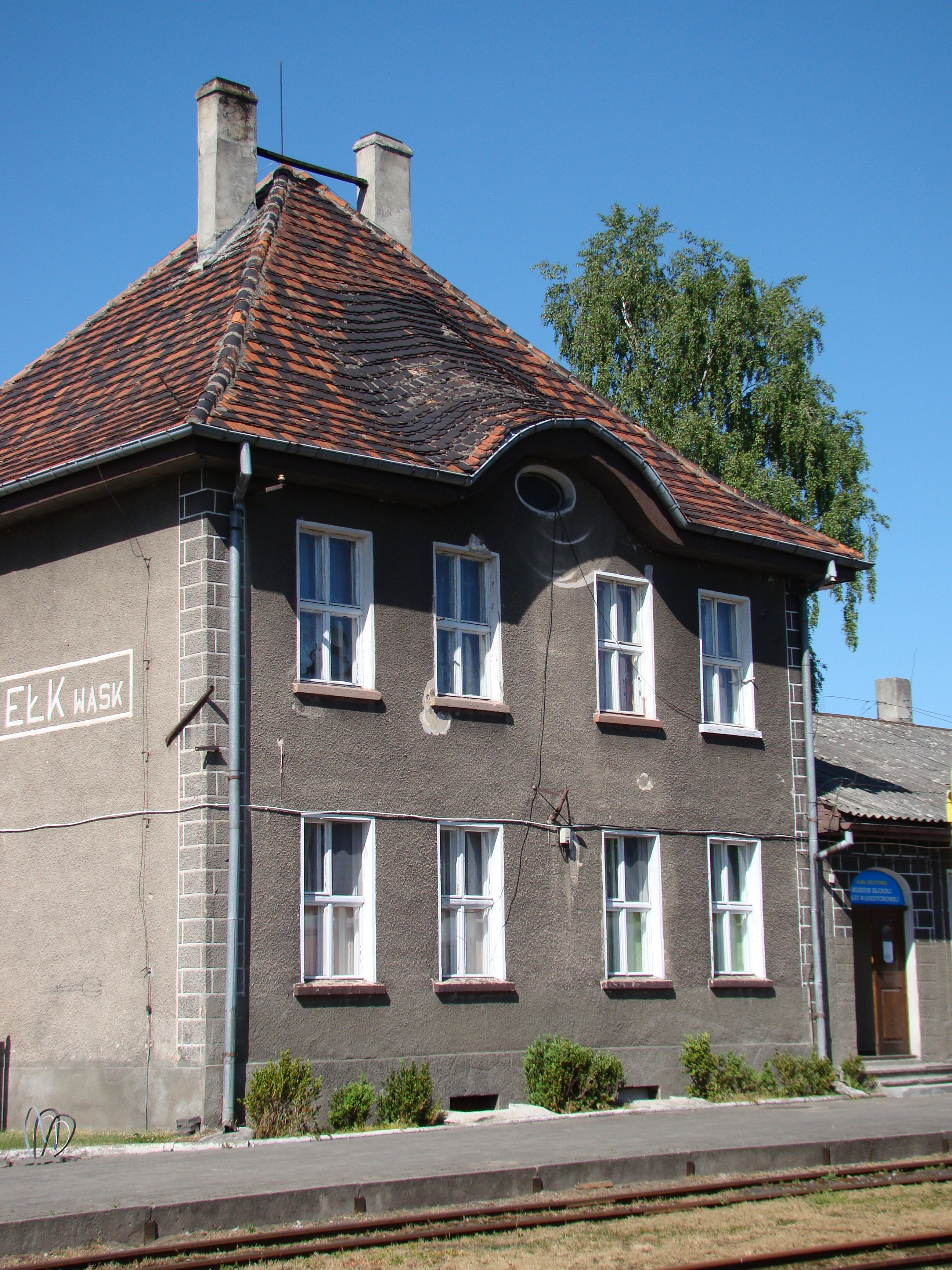
Dworzec przed remontem z roku 2018, od strony torów.
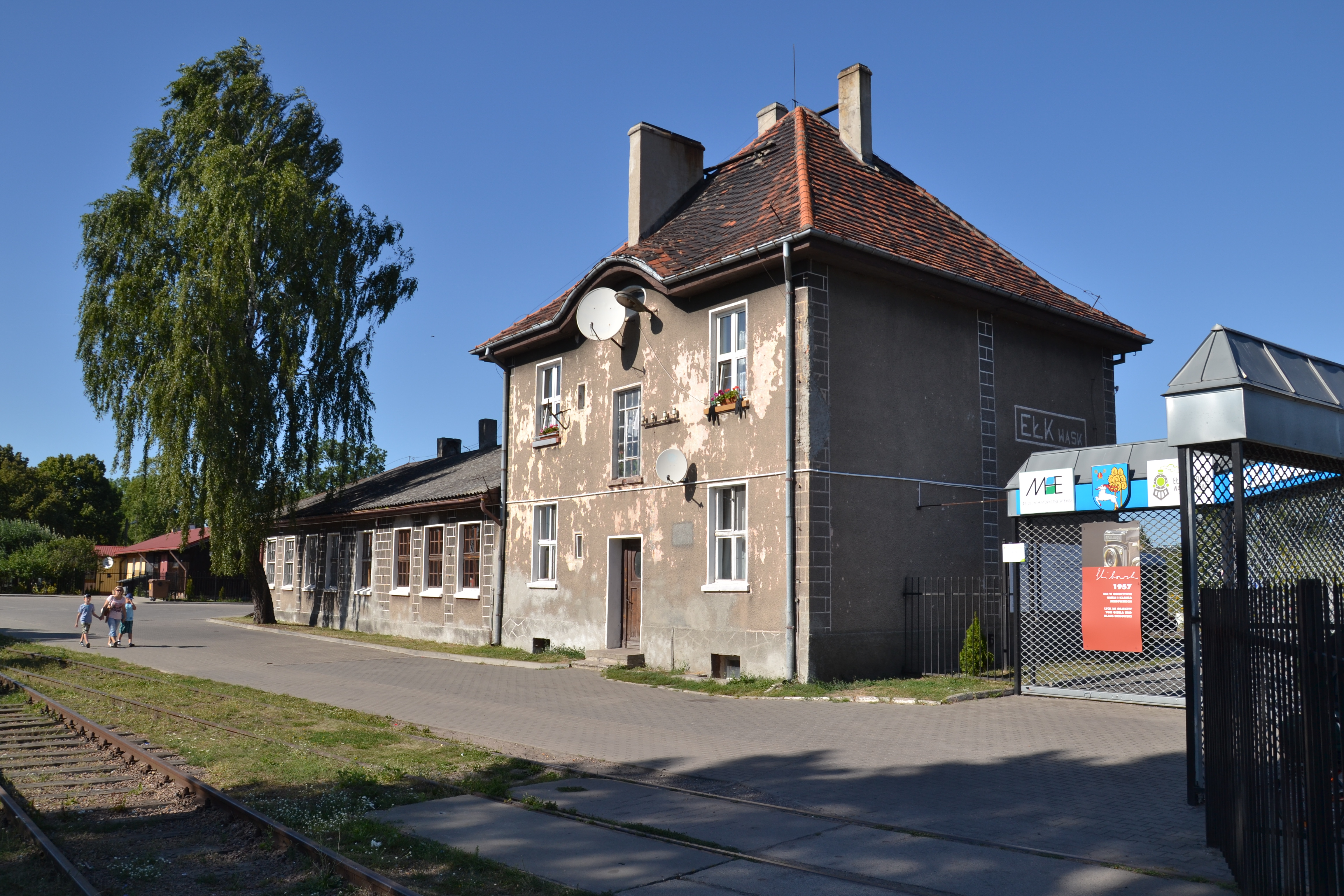
Dworzec przed remontem z roku 2018, od przejścia podziemnego i torów stycznych.
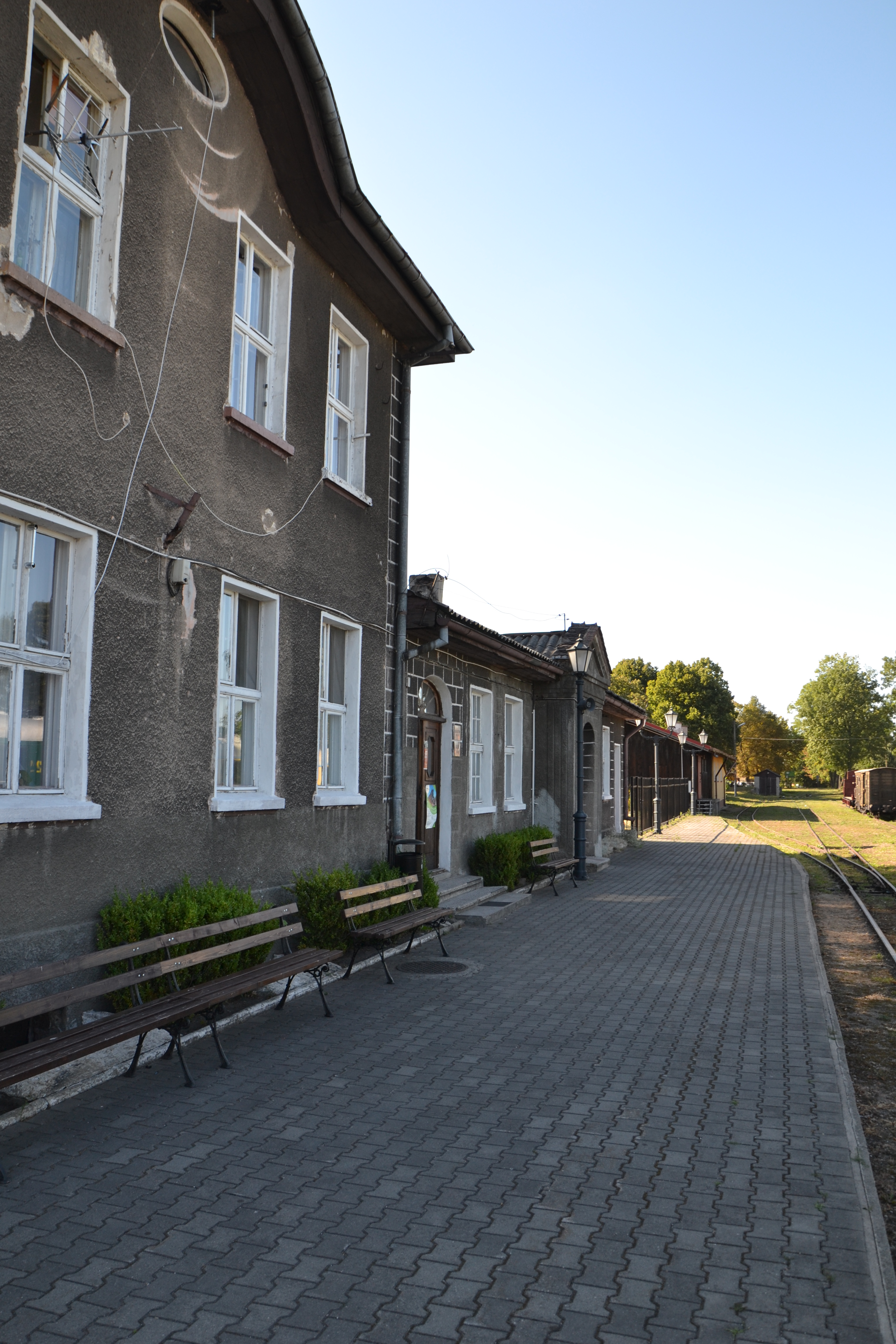
Dworzec przed remontem z roku 2018, od strony torów.
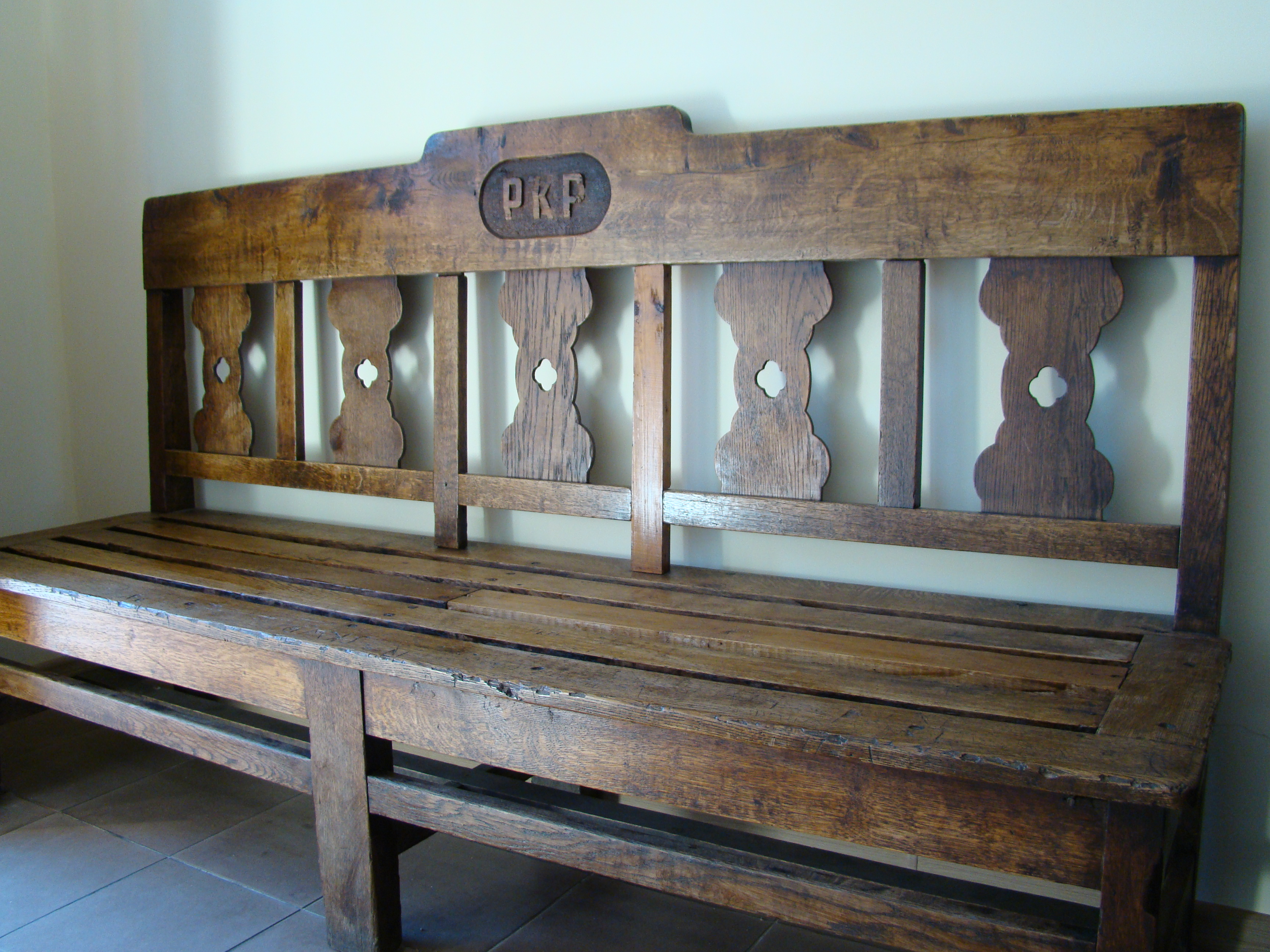
Dworzec przed remontem z roku 2018, poczekalnia.
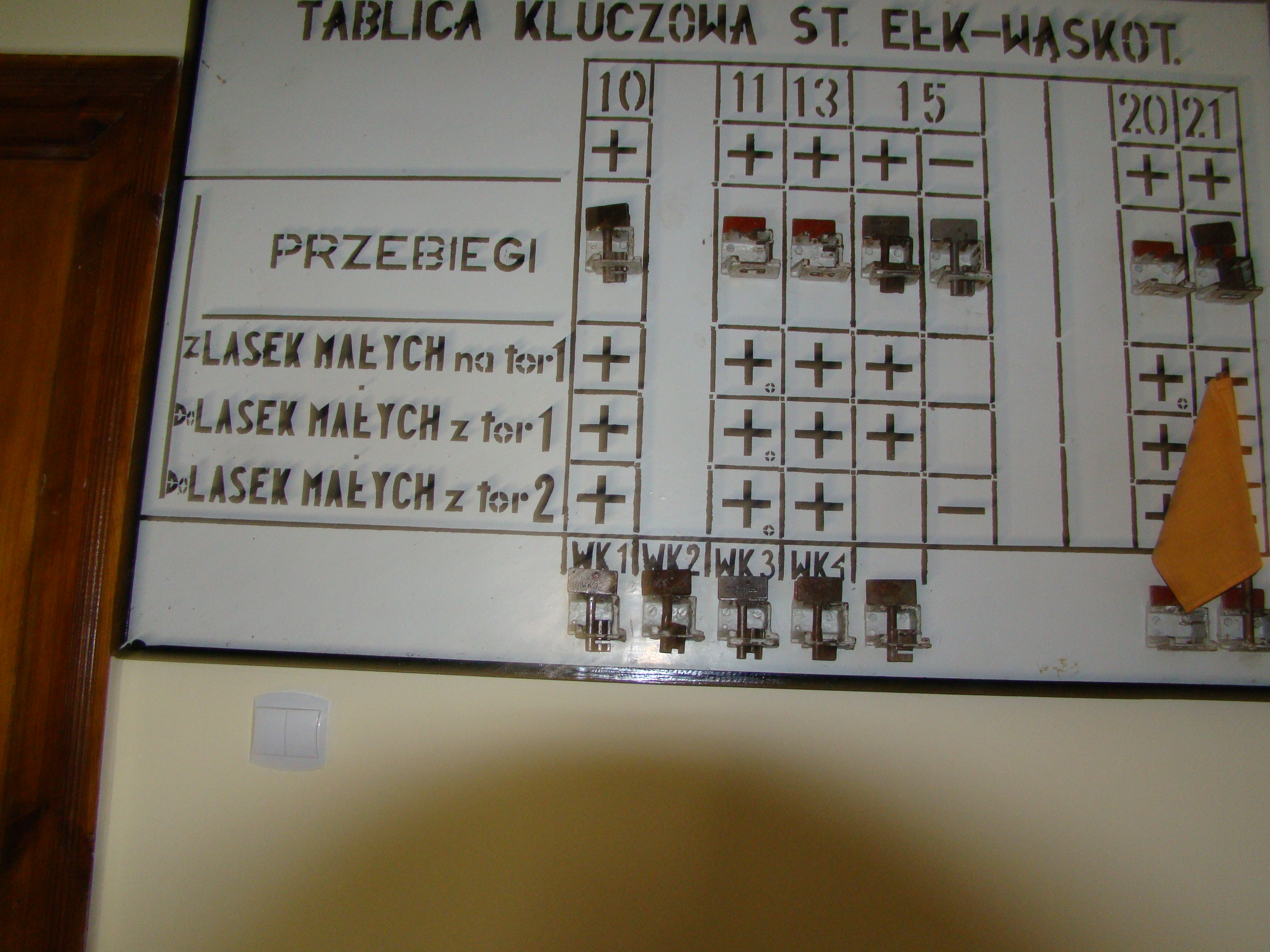
Dworzec przed remontem z roku 2018, pomieszczenie dyżurnego ruchu, tablica kluczowa.
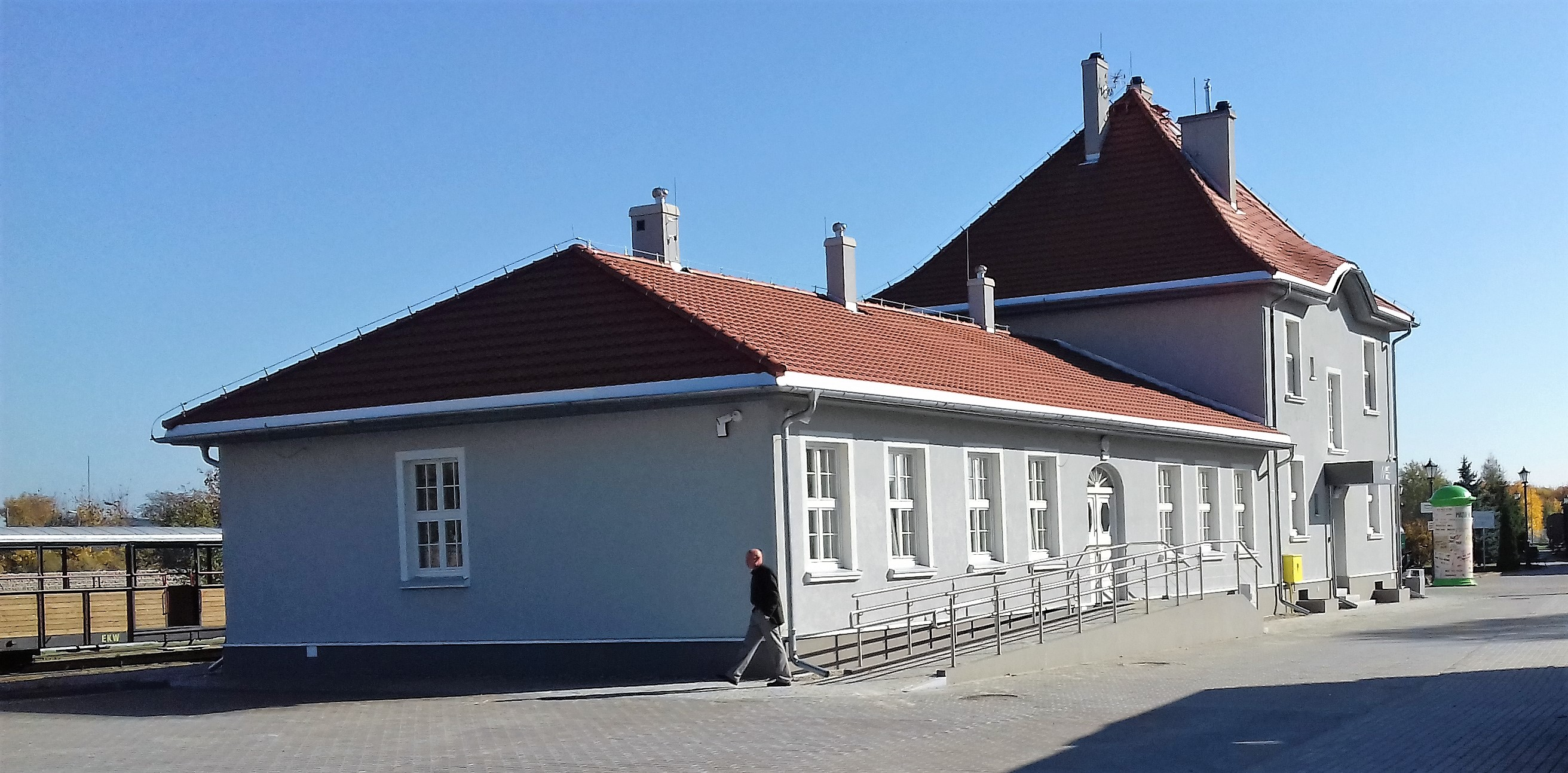
Dworzec po remoncie od strony parkingu.

## Parowozownia
Budynek z roku 1913. Głównie parterowy, a w części piętrowy, murowany o konstrukcji tzw. muru pruskiego. W skład obiektu wchodziła hala napraw, warsztat mechaniczny, kuźnia, stolarnia, stacja nawęglania, pomieszczenia socjalne, kancelaria i noclegownia. Więźba dachowa drewniana, dach kryty dachówki ceramiczną, wcześniej papą. Obecnie część pomieszczeń ma zmienione przeznaczenie. Budynek wielokrotnie przebudowywany. Ostatnia przebudowa miała miejsce w roku 2011.

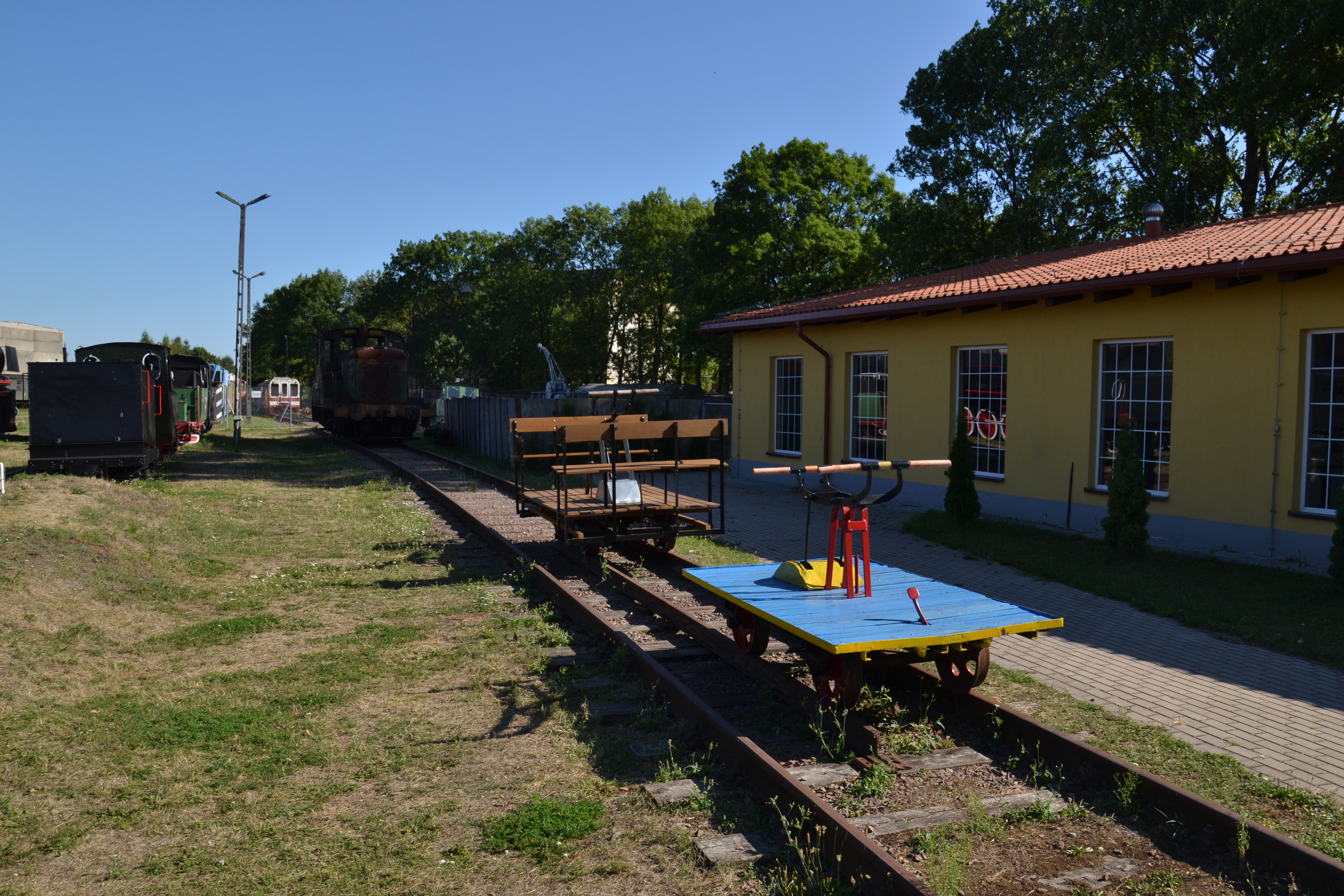
Po prawej budynek parowozowni po remoncie z roku 2011.
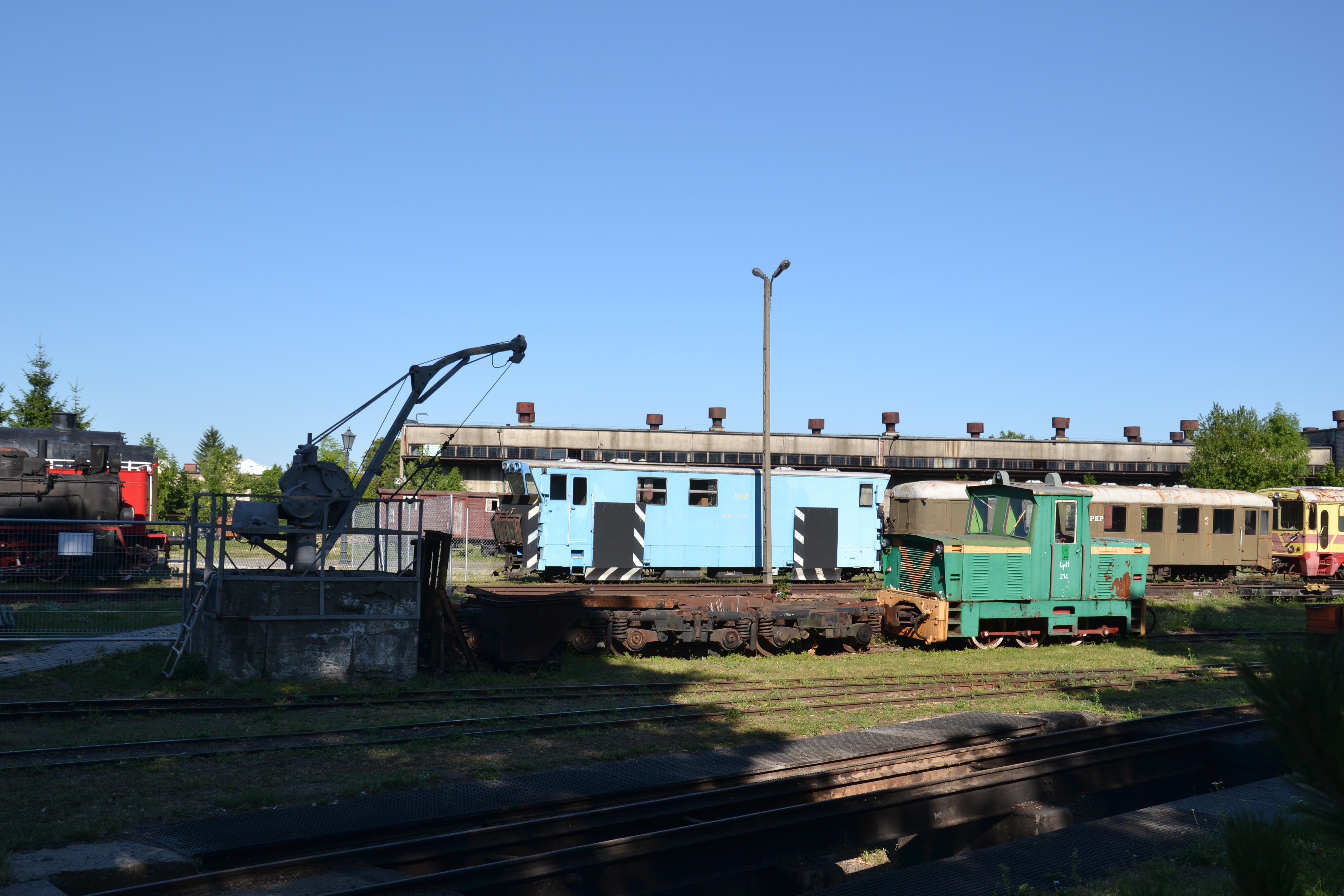
Tory i urządzenia przy parowozowni.

## Układ torowy
Stacja charakteryzuje się rozbudowanym układem torowym. W latach 1950–1951 na ełckiej kolei wąskotorowej zmieniono prześwit toru z 1000 mm na 750. Przy tej okazji zmieniono kilometraż linii kolejowej. Początek kilometrowania 0,0 znalazł się w osi budynku dworca. Na stacji istniał trójkąt do obracania parowozów, który został częściowo rozebrany. W latach 1989–1992 na całej kolei wąskotorowej została przebudowana nawierzchnia, w tym również częściowo układ torowy na stacji Ełk Wąskotorowy. Pojawiły się m.in. rampy dla wagonów transporterowych, ruch towarowy przy pomocy tego typu taboru prowadzono od 1992 roku.

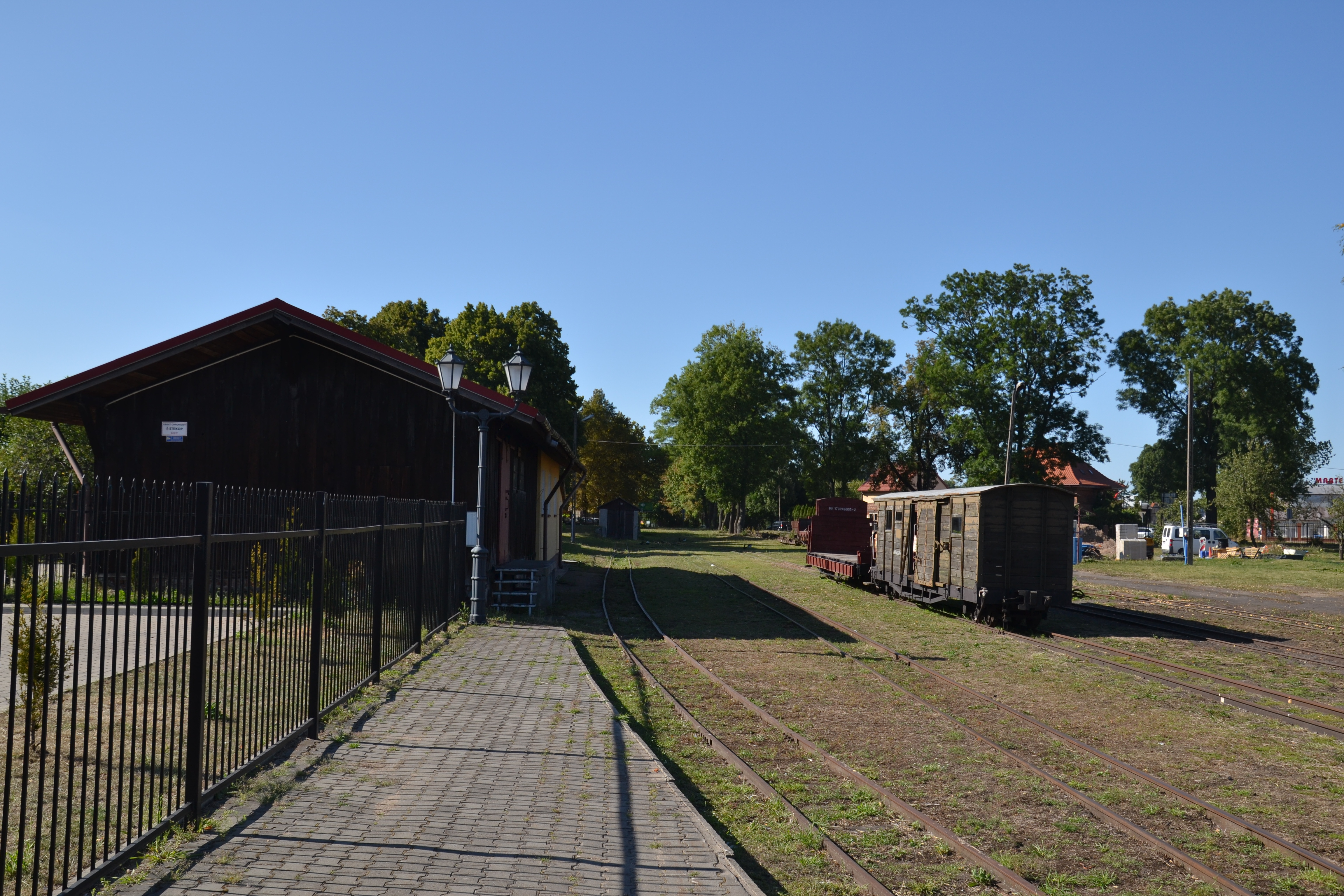
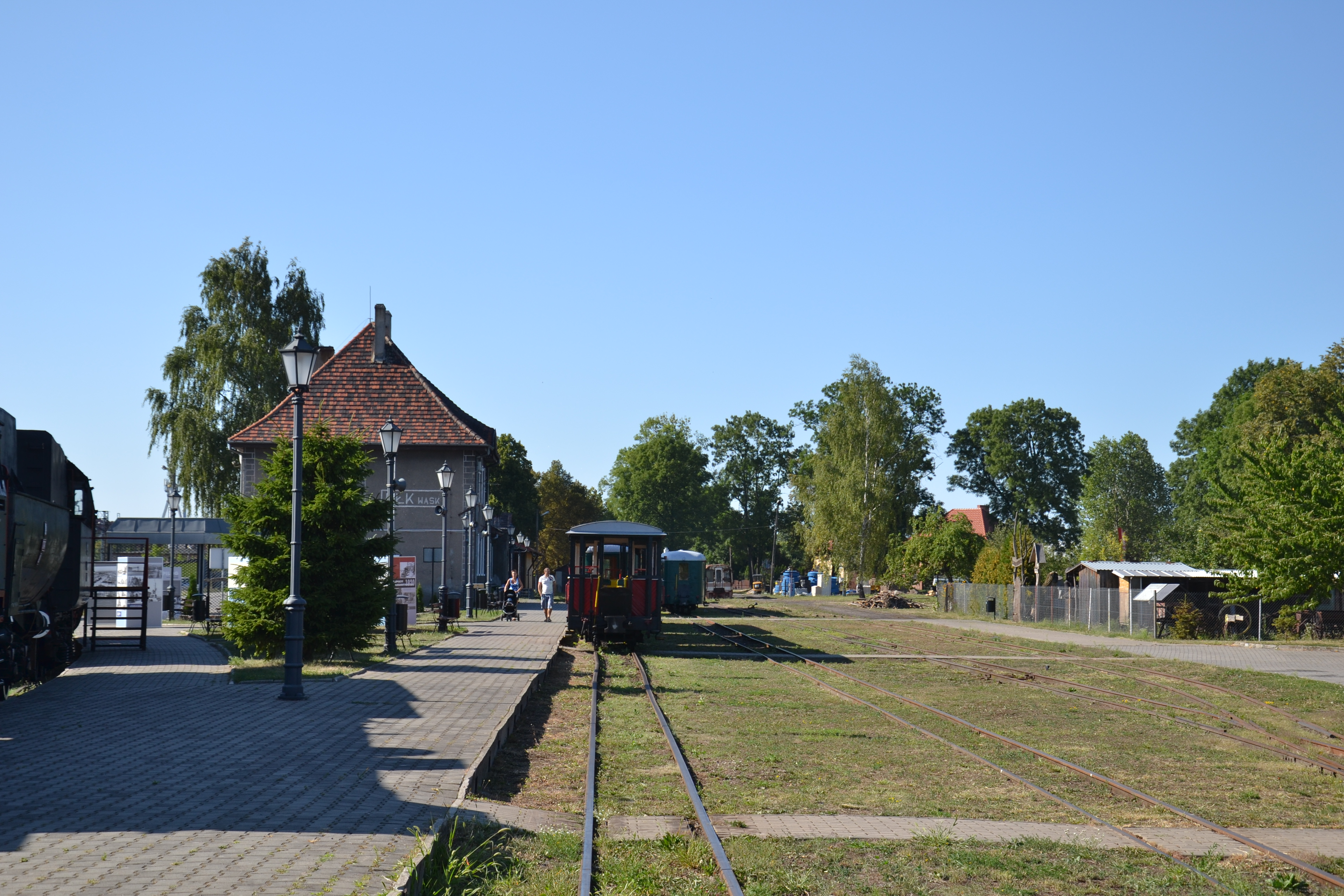
Tor pierwszy, peron.
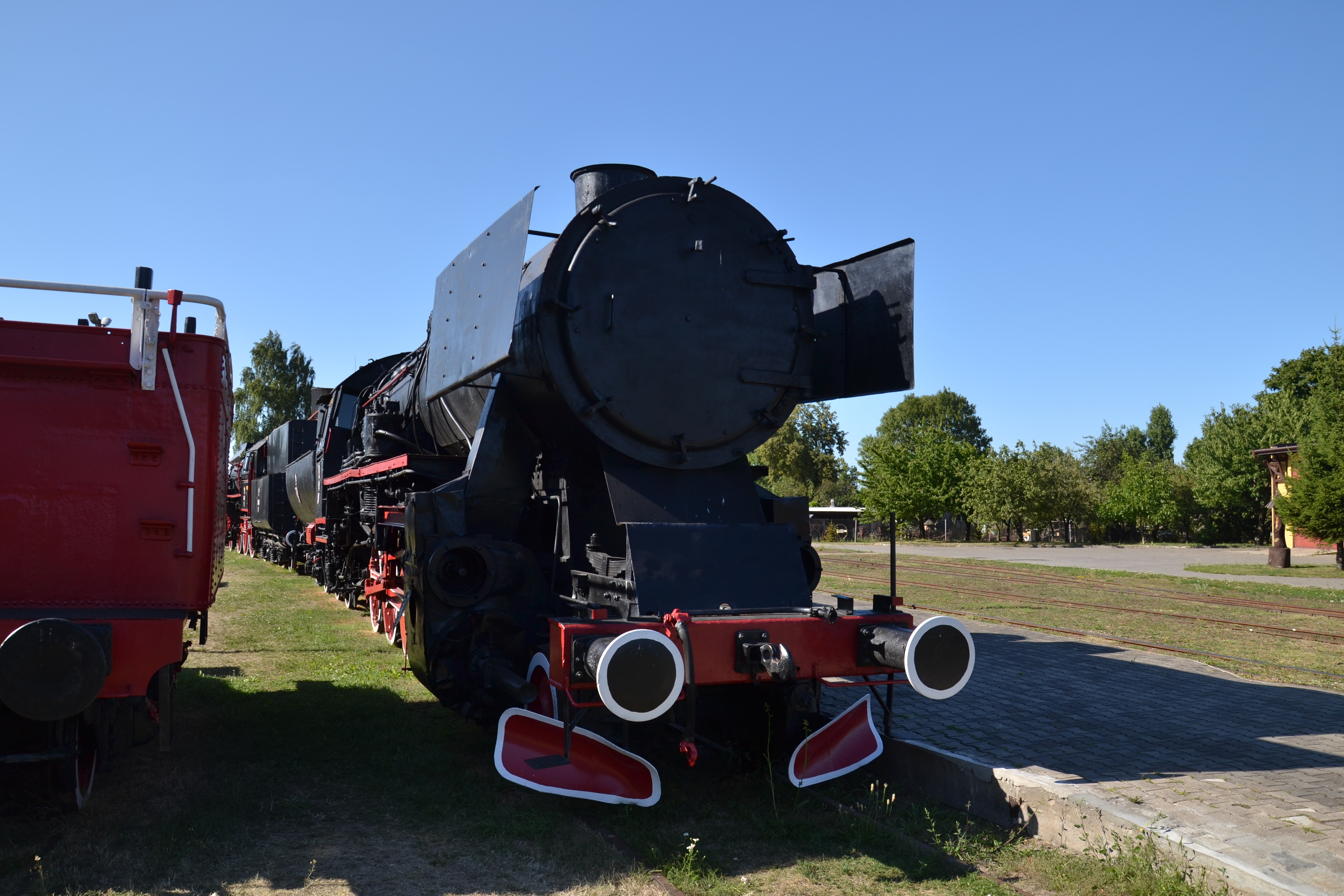
Tor o prześwicie 1435 mm, na którym zorganizowana jest wystawa taboru.
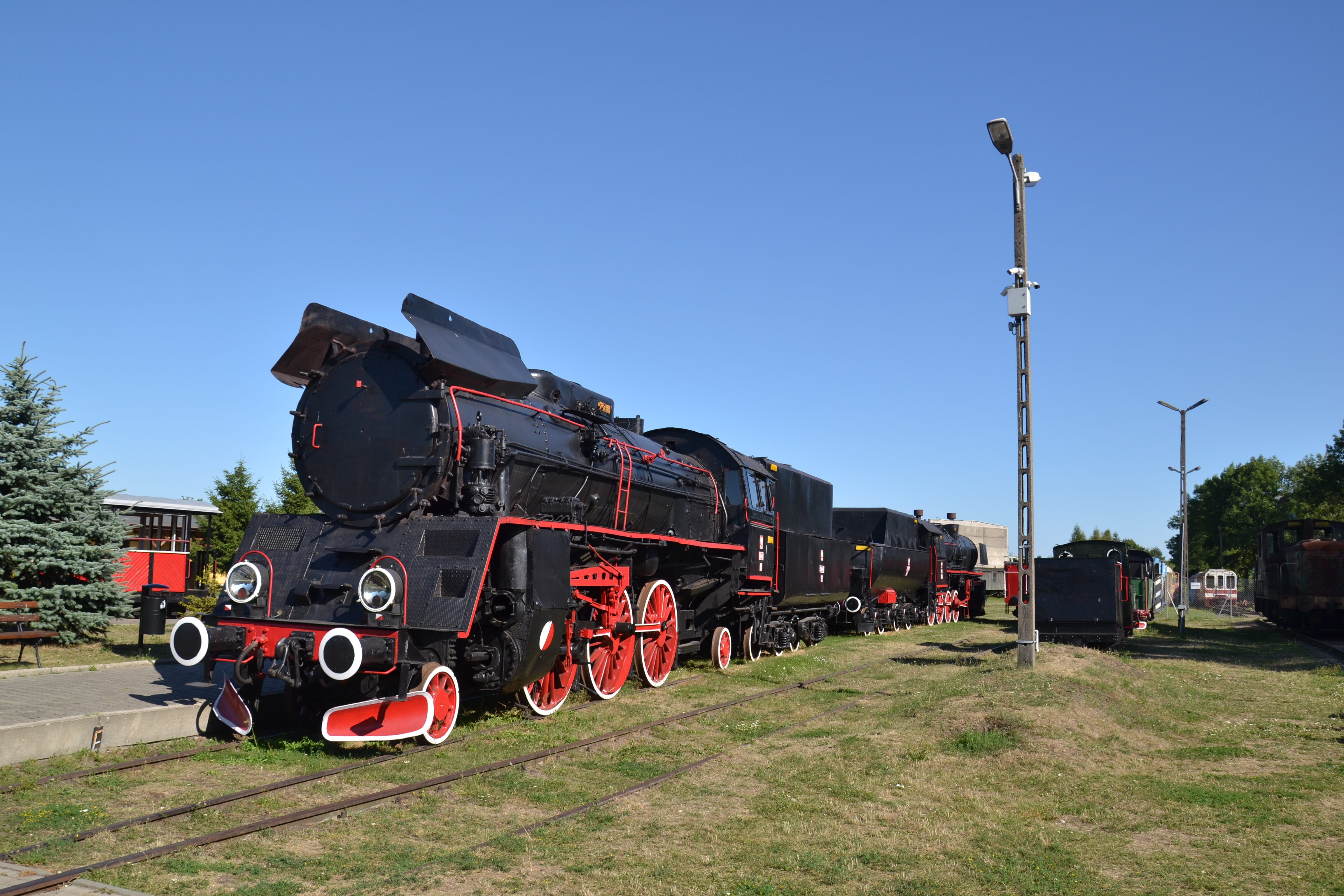
Tor o prześwicie 1435 mm, na którym zorganizowana jest wystawa taboru.
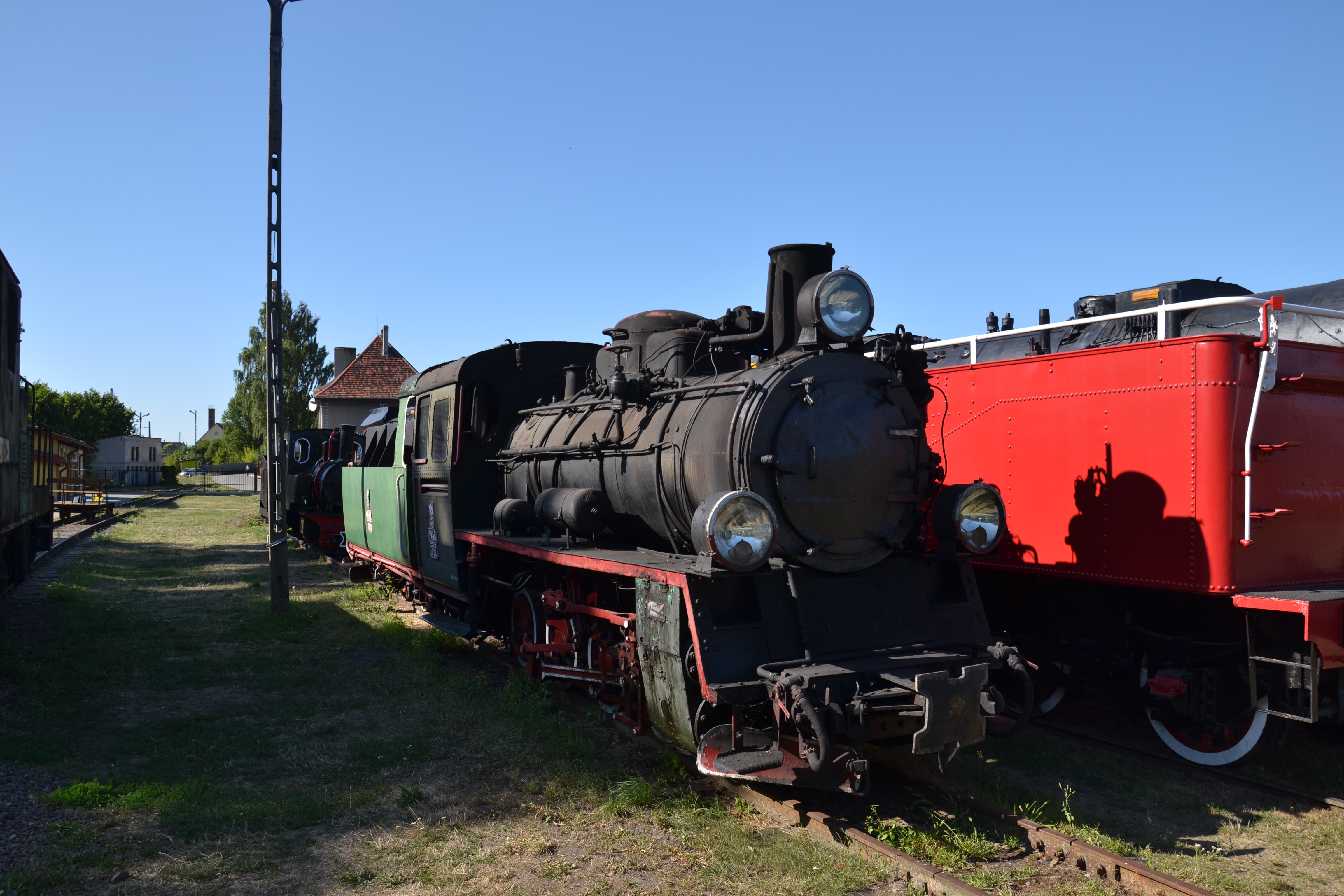

| lp. | numer toru | rodzaj                                | prześwit [mm] | uwagi                                                              |
| --- | ---------- | ------------------------------------- | ------------- | ------------------------------------------------------------------ |
| 1   | 1          | główny zasadniczy                     | 750           | tor przy peronie, wyprawianie i przyjmowanie pociągów pasażerskich |
| 2   | 2          | główny dodatkowy                      | 750           |                                                                    |
| 3   | 3          | odstawczy                             | 750           |                                                                    |
| 4   | 4          | postojowy                             | 750           |                                                                    |
| 5   | 5          | dojazdowy do garażu                   | 750           |                                                                    |
| 6   | 6          | objazdowy                             | 750           |                                                                    |
| 7   | 6a         | odstawczy                             | 750           |                                                                    |
| 8   | 7          | na rampę czołową                      | 750           |                                                                    |
| 9   | 8          | odstawczy                             | 750           |                                                                    |
| 10  | 9          | do rampy czołowej                     | 1435          | styczny do stacji normalnotorowej, wystawa taboru                  |
| 11  | 11         | przeładunkowy                         | 750           | wystawa taboru                                                     |
| 12  | 13         | przestawczy transporterowy            | 750           | wystawa taboru                                                     |
| 13  | 15         | trakcyjny odstawczy                   | 750           |                                                                    |
| 14  | 17         | trakcyjny warsztatowy                 | 750           | zakończony wewnątrz parowozowni                                    |
| 15  | 19         | trakcyjny wyjazdowy                   | 750           | zakończony wewnątrz parowozowni                                    |
| 16  | 21         | trakcyjny na kanał                    | 750           | zakończony wewnątrz parowozowni, kanał oczystkowy                  |
| 17  | 23         | trakcyjny odstawczy                   | 750           |                                                                    |
| 18  | 25         | trakcyjny podnośnikowy                | 750           |                                                                    |
| 19  | 79         | do rampy przestawczej transporterowej | 1435          | styczny do stacji normalnotorowej, wystawa taboru                  |
| 20  | bez numeru | do bocznicy BMCB                      | 1435          | styczny do stacji normalnotorowej, wystawa taboru                  |

Obecny układ torowy podzielony jest na dwa okręgi nastawcze. W skład pierwszego okręgu wchodzi 12 rozjazdów zwyczajnych (7 lewych i 5 prawych), a w drugim 8 rozjazdów zwyczajnych (3 lewe i 5 prawych). Drugi okręg nastawczy obsługuje parowozownię wraz z okolicznymi budowlami. Rozjazdy wchodzące w drogę przebiegu pociągów zabezpieczone są zamkami trzpieniowymi. Część rozjazdów nie została wymieniona i funkcjonują od początku, są to urządzenia firmy Krupp. W stacji znajduje się skrzyżowanie toru normalnego i wąskotorowego jednak w wyniku modernizacji stacji Ełk rozebrano tor dojazdowy do stacji Ełk Wąskotorowy, w efekcie czego uniemożliwiono wjazd taboru normalnotorowego.

## Inne budynki, budowle i urządzenia
- magazyn spedycji[32];
- magazyny;
- rampy;
- stacja paliw (zlikwidowana)[33];
- żuraw do nawęglania parowozów z roku 1913[34];
- szalet.

## Otoczenie
Na stacji funkcjonował skansen pszczelarski i pracownia rzeźby. Bezpośrednie dojście ze stacji normalnotorowej stanowi monitorowane przejście podziemne.

## Park Odkrywców Kolei
W ramach projektu finansowanego z Regionalnego Programu Operacyjnego Województwa Warmińsko-Mazurskiego na lata 2014–2020 utworzony został Park Odkrywców Kolei, w którym zostały zainstalowane urządzenia, pozwalające ukazać zasady fizyki, które wykorzystywane są w pracy kolei wąskotorowej. Wśród tych urządzeń znajdują się:
- karuzela z przekładniami, górka rozrządu, tłok pneumatyczny, magnetyczne piłki,
- wielokrążek, elektromotywa, silnik parowy, wyścig drezyn,
- huśtawka przegubowa ze sprężyną na łożysku tocznym, magnetyczne obręcze[38][39].

Uporządkowano także ponad 1 ha terenu stacji, m.in. poprzez likwidację zbędnych budowli i urządzeń.
Całkowita wartość projektu to ponad 4 mln, z czego:
- 3,4 mln zł – (78%) poziom dofinansowania całej inwestycji,
- 791 491,97 – (22%) wkład własny miasta Ełk[41]